# Stenagrion petermilleri
Stenagrion petermilleri är en trollsländeart som beskrevs av Hämäläinen 1997. Stenagrion petermilleri ingår i släktet Stenagrion och familjen dammflicksländor. Inga underarter finns listade i Catalogue of Life.